# Gaspar van Wittel

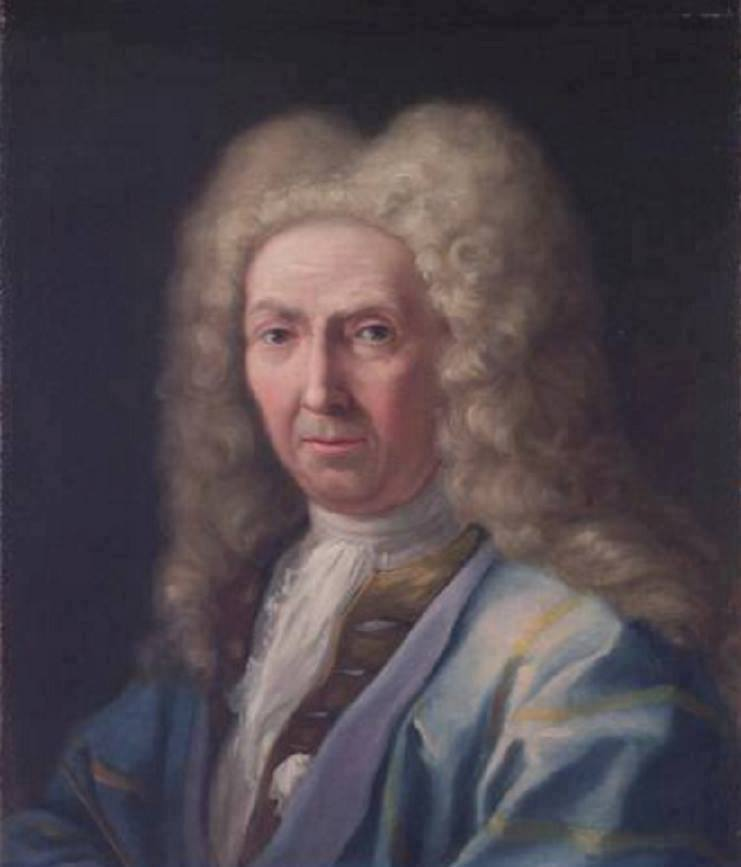
Caspar van Wittel, Porträt des Vaters von Luigi Vanvitelli

Caspar Adriaans van Wittel, genannt Gaspare Vanvitelli (* 1653 in Amersfoort bei Utrecht; † 13. September 1736 in Rom), war ein niederländischer Vedutenmaler, der in Rom wirkte.

## Leben
Van Wittel erhielt seine erste Ausbildung als Maler in den Niederlanden. Bereits im Alter von 22 Jahren hielt er sich in Rom auf, wo er beim Bau der Tiber-Regulierung beschäftigt war. Möglicherweise wurde hier sein Interesse an einer topographisch genauen Bestandsaufnahme von Architektur geweckt. Seine erste erhaltene römische Vedute ist von 1681 datiert, ein für Vedutenmalerei frühes Datum.

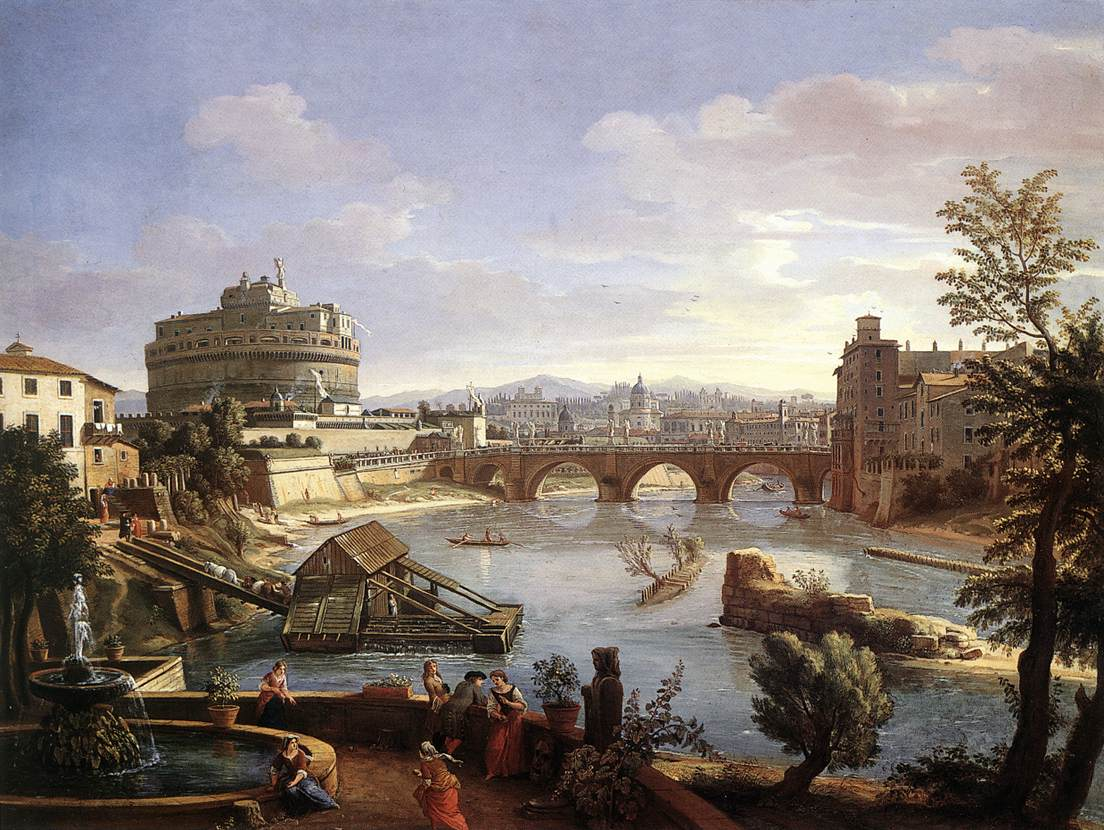
Caspar van Wittel: Engelsburg von Süden

Van Wittel unternahm zahlreiche Reisen in Italien, auf denen er Ansichten der Städte Florenz, Urbino, Bologna, Padua, Venedig, Neapel und Verona oder Ansichten vom Simplon und vom Gotthard-Pass malte. Ab 1700 lebte er für längere Zeit in Neapel, dem Geburtsort seines Sohnes Luigi Vanvitelli, der ein bedeutender neapolitanischer Architekt wurde. In alten Inventaren tauchen seine Bilder oft unter dem Namen Gaspare degli occhiali (deutsch: Kaspar mit der Brille) auf; vielleicht war seine Kurzsichtigkeit der Grund für eine nachlassende Produktivität im Alter. Seine letzten Lebensjahre verbrachte er sowohl in Neapel und in Rom, wo er 1736 gestorben ist.
Im 17. Jahrhundert gab es in Rom bei Pilgern und Reisenden eine starke Nachfrage nach Ansichten der wichtigen Sehenswürdigkeiten, die bislang durch Kupferstiche befriedigt worden war. Van Wittel war der erste Maler in Italien, der Veduten als Ölgemälde ausführte. Er hatte durch seine niederländische Herkunft Erfahrung mit der holländischen Landschaftsmalerei seiner Zeit, die er in seine italienischen Veduten einbringen konnte. Während einer Schaffenszeit von etwa dreißig Jahren produzierte er eine große Zahl topographisch genauer Ansichten aus Rom. Van Wittel war der bevorzugte Vedutenmaler der römischen Adelsfamilien, wie den Odescalchi, den Colonna, den Albani oder den Ottoboni, deren Paläste und Villen er malte.
Seine lichtdurchfluteten Landschaftsbilder mit ihren hellen Farbtönen waren von großem Einfluss auf die italienischen Landschaftsmaler wie den Römer Panini, Luca Carlevarijs und die Venezianer Guardi und Giovanni Antonio Canal, genannt Canaletto.
Die Veduten van Wittels befinden sich noch heute überwiegend in Privatbesitz. Möglicherweise ist das ein Grund, warum van Wittel von der Kunstgeschichtsschreibung lange Zeit wenig beachtet wurde. Eine erste Gesamtschau seiner Bilder wurde erst im Jahre 2006 vom Museo Correr in Venedig veranstaltet. Seine selten auf Auktionen angebotenen Bilder erzielen in der Regel hohe Preise.

## Werke
- Die Tiberinsel in Rom, 64,5 × 102 cm, Staatsgalerie Stuttgart
- Blick auf den Canal Grande (1706), 45,5 × 75,4 cm, Alte Pinakothek, München
- Ansicht von Vaprio d’Adda, Landesmuseum Mainz[1]
- Peterskirche in Rom (1700/1710), 45 × 85 cm, Kunsthistorisches Museum, Wien
- Tiberinsel in Rom (1685), 48,5 × 98,5 cm, Kunsthistorisches Museum, Wien
- Blick auf die Engelsburg, 25 × 43 cm, Kapitolinische Museen, Rom.
- Blick auf Messina vom Meer aus, mit der Kirche Santa Maria della Grotta, 66,5 × 173,3 cm, Öl auf Leinwand, Bassenge Berlin.